# Пэлэктытюнампылькы
Пэлэктытюнампылькы (устар. Пелякты-Тюнамбель-Кы) — река в России, протекает по территории Красноселькупского района Ямало-Ненецкого автономного округа. Начинается в урочище Чёльлака. Устье реки находится в 234 км по правому берегу реки Большая Ширта на высоте 58 метров над уровнем моря. Длина реки составляет 12 км.

## Данные водного реестра
По данным государственного водного реестра России относится к Нижнеобскому бассейновому округу, водохозяйственный участок реки — Таз, речной подбассейн реки — подбассейн отсутствует. Речной бассейн реки — Таз.
Код объекта в государственном водном реестре — 15050000112115300064621.